# San Marcos Nejapa
San Marcos Nejapa är en ort i Mexiko.   Den ligger i kommunen Santa María Zacatepec och delstaten Oaxaca, i den sydöstra delen av landet, 300 km söder om huvudstaden Mexico City. San Marcos Nejapa ligger 304 meter över havet och antalet invånare är 211.
Terrängen runt San Marcos Nejapa är kuperad österut, men västerut är den platt. San Marcos Nejapa ligger nere i en dal. Runt San Marcos Nejapa är det glesbefolkat, med 14 invånare per kvadratkilometer. Närmaste större samhälle är Santa María Zacatepec, 5,7 km norr om San Marcos Nejapa. Omgivningarna runt San Marcos Nejapa är en mosaik av jordbruksmark och naturlig växtlighet.